# Martin-chasseur rose
Tanysiptera danae
Espèce
Statut de conservation UICN

 LC  : Préoccupation mineure
Le Martin-chasseur rose (Tanysiptera danae) est une espèce d'oiseau de la famille des Alcedinidae.

## Distribution
Cet oiseau vit dans le sud-est de la Papouasie-Nouvelle-Guinée.